# Будівництво 211 і ВТТ
Будівництво 211 і ВТТ — підрозділ, що діяв в системі виправно-трудових установ СРСР.
Організований 04.09.38 для буд-ва стратегічної дороги Ємільчине — Могилів-Подільський;

закритий 31.12.40 (всіх з/к здали УВТК Української РСР, обладнання — ГУШОСДОРу).

## Підпорядкування і дислокація
- ГУЛАГ з 04.09.38,
- ГУЖДС з 04.01.40.

Дислокація: Українська РСР, Вінницька область, с. Стрижавка.

## Чисельність з/к
- 01.01.39 — 1911;
- 01.01.40 — 5489,
- 01.07.40 — 6576;
- 01.01.41 — 2188,
- 01.04.41 — 33 (останні дані)

## Історія
У 1939–1941 рр., згідно з наказом НКВС № 00557 від 23 серпня 1938 року, ГУШОСДОРом розгорнуто будівництво «найважливіших оборонних доріг у Київському військовому окрузі». При цьому, в порушення описаної структури, на будівництві двох доріг «підрядником» виступали Управління будівництва та ВТТ ГУЛАГу:
- БУДІВНИЦТВО 210 І ВТТ (04.09.38 — 15.01.39),
- БУДІВНИЦТВО 211 І ВТТ.

Будівництво 210 і ВТТ було організовано для будівництва дороги стратегічного призначення Черкаси—Котюжани.
Будівництво 210 при закритті було передано ГУШОСДОРу, з/к — в Управління місць ув'язнення (УМЗ) УНКВС Української РСР, з подальшим обслуговуванням будівництв УМЗ УНКВС Української РСР на основі генерального договору ГУЛАГу з Гушосдор.
З вересня 1939 р на роботах Гушосдор стали використовувати польських військовополонених (табір військовополонених організовано наказом НКВС № 0315 від 25.09.39 для обслуговування буд-ва Західно-Української дороги № 1 Гушосдор). У січні 1941 цей табір був переведений на будівництво дороги Проскурів-Тарнополь-Львів-Яворів-держкордон.
Навесні 1941 рішенням уряду (наказ НКВД № 00328 від 27.03.41) терміни закінчення найбільших будівництв Гушосдор (Москва—Мінськ, Москва—Київ та ін.) перенесені на 1942 рік; звільнену робочу силу наказано перекинути на будівництво аеродромів.